# Аріон Оксана Василівна
Оксана Василівна Аріон (нар. 3 березня 1971, Київ) — українська географиня, кандидат географічних наук, доцент.

## Біографія
Закінчила 1993 року географічний факультет Київського національного університету імені Тараса Шевченка. З 1998 року працює в університеті асистентом на кафедрі географії України, з 2002 року доцентом. Кандидатська дисертація «Оптимізаційний ландшафтно-екологічний аналіз природоохоронних територій (на прикладі Державного парку-пам'ятки садово-паркового мистецтва „Качанівка“)» (1999 рік).
Фахівець у галузі ґрунтознавства та географії ґрунтів, рекреаційної географії, географії туризму, організації транспортних подорожей.

## Нагороди
Нагороджена Дипломом президії НАН України про присудження премії НАН України для молодих вчених у 1997 році.

## Наукові праці
Автор 35 наукових та навчально-методичних праць. Основні праці:
- Методичні вказівки до навчально-польової практики з ґрунтознавства та географії ґрунтів. — К., 2002.
- Навчально-методичний комплекс з дисципліни «Ґрунтознавство з основами географії ґрунтів». — К., 2005.
- Організація транспортного обслуговування туристів: Навчальний посібник. — К., 2008.
- Географія туризму: Навчально-методичний посібник. — К., 2009 (у співавторстві).